# Villa (geslacht)
Villa is een vliegengeslacht uit de familie van de wolzwevers (Bombyliidae). De wetenschappelijke naam van het geslacht werd gepubliceerd in 1864 door Lioy.

## Soorten
- V. abbadon (Fabricius, 1794)
- V. adusta (Loew, 1869)
- V. aenea (Coquillett, 1887)
- V. agrippina (Osten Sacken, 1887)
- V. albicincta Cole, 1923
- V. albida Becker, 1916
- V. albiventris Frey, 1936
- V. albovittata (Macquart, 1850)
- V. alternata (Say, 1823)
- V. anna (Coquillett, 1887)
- V. bifenestrata (Bigot, 1892)
- V. brunnea Becker, 1916
- V. cana (Meigen, 1804)
- V. caprea (Coquillett, 1887)
- V. cautor (Coquillett, 1887)
- V. cebalosi Andreu Rubio, 1959
- V. cingulata (Meigen, 1804)
- V. cingulum (Wiedemann in Meigen, 1820)
- V. claripennis (Kowarz, 1867)
- V. clarissima (Loew, 1857)
- V. compressa Painter, 1926
- V. connexa (Macquart, 1855)
- V. consessor (Coquillett, 1887)
- V. costata (Say, 1824)
- V. chromolepida Cole, 1923
- V. deludens Francois, 1966
- V. distincta (Meigen in Waltl, 1838)
- V. euzona (Loew, 1869)
- V. fasciata

Heidevilla (Meigen, 1804)
- V. fasciculata Becker, 1916
- V. faustina (Osten Sacken, 1887)
- V. fissa (Bigot, 1892)
- V. flavocostalis Painter, 1926
- V. fulviana (Say, 1824)
- V. fumicosta Painter, 1962
- V. gemella (Coquillett, 1892)
- V. gooti Francois, 1969
- V. gracilis (Macquart, 1840)
- V. haesitans Becker, 1916
- V. halteralis (Kowarz, 1883)
- V. handfordi Curran, 1935
- V. harveyi (Hine, 1904)
- V. hottentotta

Hottentottenvilla (Linnaeus, 1758)
- V. hypomelas (Macquart, 1840)
- V. inculta (Coquillett, 1892)
- V. ixion (Fabricius, 1794)
- V. lateralis (Say, 1823)
- V. leucostoma (Meigen, 1820)
- V. levicula (Coquillett, 1894)
- V. livia (Osten Sacken, 1887)
- V. melaneura (Loew, 1869)
- V. meridionalis Cole, 1923
- V. miscella (Coquillett, 1887)
- V. modesta

Duinvilla (Meigen, 1820)
- V. molitor (Loew, 1869)
- V. moneta (Osten Sacken, 1887)
- V. mucorea (Loew, 1869)
- V. muscaria (Coquillett, 1892)
- V. nebulo (Coquillett, 1887)
- V. nigriceps (Macquart in Webb & Berthelot, 1839)
- V. nigrifrons (Macquart in Webb & Berthelot, 1839)
- V. niphobleta (Loew, 1869)
- V. occulta (Wiedemann in Meigen, 1820)
- V. paniscus (Rossi, 1790)
- V. parilis Francois, 1969
- V. praeterissima Francois, 1967
- V. pretiosa (Coquillett, 1887)
- V. psammina Cole, 1960
- V. sabina (Osten Sacken, 1887)
- V. salebrosa Painter, 1926
- V. scrobiculata (Loew, 1869)
- V. senecio (Loew, 1869)
- V. shawii (Johnson, 1908)
- V. sini Cole, 1923
- V. sodom (Williston, 1893)
- V. squamigera (Coquillett, 1892)
- V. stenozona (Loew, 1869)
- V. supina (Coquillett, 1887)
- V. telluris (Coquillett, 1892)
- V. terrena (Coquillett, 1892)
- V. tomentosa Becker, 1916
- V. vacans (Coquillett, 1887)
- V. vanduzeei Cole, 1923
- V. ventruosa (Loew, 1869)
- V. vestita (Walker, 1849)